# Dedikáció
A dedikáció ajánlást jelent valamilyen irodalmi mű elején, fényképen stb. A dedikálás, vagyis dedikált könyv küldése a mecénásnak, pályatársnak, személyesen ismert olvasónak, az irodalmi élet egyik rituáléja. Eredetileg az új könyv megjelenéséhez kapcsolódó ünnepi rítus. A szerző ezzel megtiszteli a megajándékozottat, kifejezi viszonyát hozzá, gesztust tesz.
Érdekes maga az ajánlás szövege is: az a mód, ahogyan ez a gesztus nyelvileg realizálódik. Maga a dedikáció tartalmazza a címzett nevét, a dedikáló nevét (olykor „szerző” formában, újabban aláírásként), s a címzetthez való viszony formuláját. És többnyire megtalálható az ajándékozás időpontja is.
Az a könyv, amelyikben dedikáció olvasható, nagy érdeklődést kelt. Főleg, ha a dedikáló személye vagy az ajánlás címzettje jeles személyiség. Számos gyűjtő birtokol ilyen könyvet. A könyvárveréseknek is egyik slágere az úgynevezett dedikált kötet.

## A dedikáció története
A dedikáció a szerző és a mecénás szellemi kapcsolatának kifejezésére szolgált. Ez az irodalmi forma mint az antik írásbeliség öröksége tovább élt a középkorban és akkor felelt meg leginkább eredeti értelmének, mikor a szerző még valósággal fölajánlotta munkáját annak a pártfogónak, akinek kívánságára és használatára véghez vitte. A könyvajánlás sztereotip formulává rögződött, és túlélte a mecenátusság idejét. Sőt, igazán a könyvnyomtatás korában vált közkeletűvé, mikor kezdte elveszíteni eredeti jelentését, és csak szellemi kapcsolatok szimbolikus kifejezésére szolgált.

### A mecénás és a dedikáció
A mecénás nem csak a kéziratos mű, hanem a nyomtatott könyvek hátterében is ott állt. Az első könyvnyomdák szintén a mecénások költségeire és kívánságai szerint dolgoztak. Így a könyvirodalom kezdetén a pártfogó nyilvános dokumentálása fontosabbnak látszik, mint a kéziratok korában.

### A pártfogó és író viszonya
Az író és a mecénás viszonyának alakulását három típusba sorolhatjuk. Mindegyik fejlődési állapotnak más-más dedikáció felel meg. A pártfogó változásának további három lépcsője figyelhető még meg.

#### Személyes alárendeltség
A pártfogó és a pártfogolt viszonya egybeesik az úr-szolga viszonnyal. Az író a szolgaság jegyében áll. A mecénás pedig, aki a mű megrendelője, egyben birtokosa is. Ekkor még nem a szerző, hanem a pártfogó személye körül alakulnak az irodalmi társas vonatkozások. Két irodalmi mű közti összefüggést nem a szerző, hanem a mögöttük álló mecénás kapcsolatainak kell tulajdonítani.

#### Irodalmi alárendeltség
Ez az író és a mecénás legmagasabb szintű formája. A személyes alárendeltség irodalmi alárendeltséggé alakult. Egyfajta kereskedelmi viszonynak tekinthetjük. A szerző most már csupán az irodalmi munka által szolgál a mecénásának. Mindegyik művét más-más pártfogónak ajánlja, így bár több úrnak szolgál egyszerre, de egyiknek sem annyira, mint ha személyes rendelkezésére állna.
Az író a halhatatlanságot adja cserébe pártfogójának. Hírnevet és dicsőséget áraszt dedikációja által. Ebből önkéntelenül az következik, hogy nemcsak az író keresi a pártfogók kegyeit, hanem viszont. Szüksége van arra, hogy valaki megörökítse nevét az utókor számára.

#### Baráti szövetség
Ez a fejlődés harmadik foka, ahol a gazdasági vonatkozás már teljesen kiesik az író és a mecénás kapcsolatából. Az egykori alárendeltség immár mellérendeléssé alakult. A szerző és pártfogója két egyenrangú fél. Noha az író gazdaságilag rá van utalva pártfogójára, szellemileg független marad. A szerző tolla többé nem fizetett eszköze a megrendelőnek. A pártfogó a barátság nyilvános dokumentálása által tekintélyt ad a szerző szavának. A dedikáció pedig a presztízs kérdésévé válik.

#### A pártfogó intézményesülése
A fejlődés további útján a pártfogókat felváltották az akadémiák és alapítványok. A pártfogó ötleteit és szeszélyeit az irodalmi pályatételeknek és jutalomdíjaknak kell pótolniuk. Amint az író elszakadt a pártfogó-olvasó személyétől, az ajánlás is elvesztette eredeti jelentését. Ha a szerző mégis dedikációt ír könyve elé, a címzett neve által az ideális olvasót jelöli meg. A névtelen olvasók tömegéből kiválaszt egyet, akire elsősorban gondol, és akinek lelkébe akar találni.

#### Apraenumeránsok
A szerző először egy, majd több pártfogónak is dedikált. Most pedig előfizetőket gyűjt, és az ő kollektív támogatásukkal adja ki munkáját. Az előfizetők többen vannak, mint a mecénások, de nincsenek olyan sokan, hogy az író ne tudná őket név szerint. A szerző ezért – igaz, hogy csak függelékként, de – közzé teszi a praenumeránsok névsorát. A szándék maradt a régi: dedikálni a pártfogók dicsőségére, és az utókor előtt való fennmaradásért.

#### A kiadó
A közönség túlnő a praenumeráció viszonyain. Az irodalmi mű megjelenésével járó gondok a kiadóra szálltak. A kiadó pedig mint gazdasági vállalkozó olyan munkát keres kiadásra, mely kelendő árucikké lesz. Közönsége pedig névtelen és személytelen tömeg, akiket az író soha nem ismerhet meg és tekinthet át teljesen.

### A közönség fejlődése
Ahogy nő az irodalmi mű publicitása, úgy növekszik a közönség is. A könyvek száma és az olvasók száma kölcsönösen fokozzák egymást. A közönség számbeli növekedésével pedig együtt jár az olvasók elszemélytelenedése. A fejlődés oda jutott, hogy a szerző egy fiktív tömeghez szól. Már nem irányítja szavait egyes személyekhez. Mindenkihez szól, voltaképpen senkihez. A közönség, mintha nem is volna, láthatatlanná válik az irodalomtörténet számára is. Az olvasót csak annyiban tudjuk leírni, amennyiben megrögződik írásos dokumentumokban. Vagyis, ha az olvasó maga is íróvá lett. Egyik író a másiknak az olvasója. Az író nem csak szerző, hanem közönség is egyben. Ezért a közönség történetét is az írók munkáiból kell kiolvasnunk.

### A dedikáció legújabb formái
Ma már a szerzők nem írnak ajánlást pártfogóiknak, de a dedikáció rítusa megmaradt. Könyveiket pályatársaknak, személyesen ismert olvasóknak, barátoknak dedikálják. A szerző ezzel kifejezi a megajándékozotthoz való viszonyát, mely – a mecénás dicsőségéhez hasonlóan – fennmarad az utókor számára.

## A dedikáció mintfilológiaiadalék
A dedikáció az életrajz kicsiny, de biztos láncszeme. Négyféleképpen is hasznosítható.

### A dedikáció mint életrajzi forrás
A dedikáció egy adott időpontban kapcsolatot teremt az író és az „olvasója” között, megfoghatóvá tesz egy kronológiai láncszemet. Pl.: Kosztolányi Dezső 1912-es Mágia című verseskönyvében olvasható: Juhász Gyulának / magyar testvéremnek, / a költőnek: / Kosztolányi Dezső / Bpest. 1912. november

### A dedikáció időrendi problémát tisztáz
A dedikáló gesztus időpontja túlmutat magán a gesztuson, s valami más esemény időpontjáról is árulkodik. Például egy könyv megjelenésének közelebbi időpontjáról.
A dedikációk időpontjából tudjuk például, hogy József Attila második kötete a Nem én kiáltok (1925) két részben készült el. Az első példányok már 1924 „karácsony szombatján” készen voltak, a példányok nagy része viszont csak hetekkel később készült el. Ezelőtt csak későbbi keletkezésű példányok voltak ismeretesek, ez a korai keltezés előrehozta a könyv megszületésének dátumát.

### A dedikáció egy, más szempontból fontos, de csak kikövetkeztetett kapcsolat bizonyítéka is lehet
Valachi Anna például valószínűsítette, hogy József Attila ismerte Almássy Endre pszichoanalitikust, hisz a költő élettársának, Szántó Juditnak is analitikusa volt. Ezt erősíti meg a Döntsd a tőkét, ne siránkozz példány, melyben ez olvasható: Dr Almássynak / József Attila. A költő tehát bizonyíthatóan maga is ismerte az analitikust. Más kérdés, hogy a szűkszavúsága azt is jelzi, hogy a kapcsolat valószínűleg nem volt túlzottan személyes.

### A dedikáció egy vagy több kapcsolat természetéről is árulkodhat
Például Juhász Gyula Babits egyik német nyelvű novellás könyvét ajánlotta titkárnőjének: Kilényi Irmának igaz / szívvel ajánlom e diadalmas német / Babitsot / a búsuló magyar Juhász / Szeged, 1926. augusztus 1. Feltűnő, hogy Juhász nem saját művét ajánlotta, és az is, ahogyan ezt tette. A „diadalmas német Babitsot” szembeállította önmagával, a „búsuló magyar Juhásszal”. Ebben egyszerre ismeri el pályatársát, és sorolja magát Babits mögé.

## A dedikációsorozat mint szeriális forrás
Egy adott periódus teljes készletét gyakorlatilag nem vizsgálhatjuk, mert szét van szóródva. De korlátozottabb érvényű dedikációsorozatok vannak. Két alaptípust különböztetünk meg.

### Egy adott szerző valamennyi dedikációja
Egy ilyen sorozat összegyűjtése nagy és hosszú munka. 100%-os eredmény nem is érhető el, hiszen egyes példányok megsemmisültek, mások tartósan lappanganak, de egy hozzávetőleges teljesség elérhető.

### Egy-egy írói könyvtárban lévő, a könyvtár birtokosának címzett valamennyi példány számbavétele
Ez a típus jóval gyakoribb, hiszen nem ritkaság, hogy egy író könyvtára együtt marad és tanulmányozható. Például Illyés Gyula könyvtáráról nyomtatott katalógus is készült, s ez a dedikációk szövegét is közreadja. Vagy Gáspár Zoltánnak a Szép Szó utolsó szerkesztőjének könyvtárának dedikált példányai közzététele és elemzése is megtörtént.
Az ilyen sorozatok elemzése az irodalmi élet történeti-szociológiai vizsgálatához szolgáltatnak fölbecsülhetetlen anyagot. A dedikáció-sorozatok ugyanis megragadhatóvá teszik egy-egy író kapcsolathálójának körét. Az egy adott írótól származó dedikáció-sorozat az író preferenciájáról; az egy adott írónak szólók pedig a „címzett” írótársadalmi beágyazottságáról és elfogadottságáról ad képet.
Egy ilyen elemzésből kiderül, hogy az író kikkel állt olyan érdemi kapcsolatban, hogy közöttük sor kerülhetett a dedikálás irodalmi rítusára, és kiderül az is, hogy e közösség milyen „rejtett hálózatot” mutat.

## Egy dedikációsorozat vizsgálata
Ha egy kapcsolathálózat elemzése során az általános szociológiai megközelítést az irodalomtörténet-írásban akarjuk hasznosítani, meg kell találnunk azokat a speciális szempontokat, melyek irodalom-történeti szempontból is relevánsak. A dedikáció-sorozat birtokában megvan az a forrás, mely az elemzés szilárd alapját adja, másrészt viszont a filológia is elegendő háttér-információval szolgál.
Egy ilyen kapcsolathálózat azonban nem adja vissza a network középpontjában elhelyezkedő egyén valamennyi releváns kapcsolatát. A nem-irodalmi (rokoni, baráti) kapcsolatok kimaradnak belőle. Sőt, aki nem írt, vagy nem adott ki könyvet az adott időszakban, az szintén nem dedikálhatott. Tehát az ajánlássorozat csak az egyén irodalmi kapcsolatait tükrözi, azokat is csak csupán „minősített” esetekben.

### A kapcsolatok csoportosítása
A kapcsolatokat három típusba sorolhatjuk:
- erős
- gyenge (publikálnak könyvet, ismerik az egyént, de nem dedikálnak)
- aszimmetrikus (csak az egyik félnek fontos igazán)

### Ajánlások csoportosítása
Az ajánlásokat aszerint is csoportosíthatjuk, hogy ki hány ajánlással van jelen az adatbázisban. Ezeket pedig érdemes egy koncentrikus körből álló diagramon ábrázolni. A középpontban a dedikációk címzettje áll. A legbelső körben a legtöbbet ajánlók, a legkülsőben pedig a legkevesebbet dedikálók helyezkednek el. Azok a dedikálók, akik négy vagy annál több ajánlással szerepelnek, alkotják azt a csoportot, mely a címzetthez erős kötéssel kapcsolódik. Azok az ajánlók, akik kettő vagy három dedikációval szerepelnek, tartós kapcsolatot mutatnak. Azok az ajánlók, akik egy ajánlással szerepelnek erős, de valószínűleg csupán alkalmi kapcsolatnak minősíthetők.

### A dedikációk demográfiai szűrése
Egy kapcsolathálózat létrejöttében különféle társadalmi-demográfiai szűrők érvényesülnek. Ilyen az iskolázottság, az életkor, a nemek, a település, a felekezet.

#### Iskolázottság
Megerősíthető az az általános szociológiai tapasztalat, miszerint releváns kapcsolatok nagy százalékban az azonos iskolázottságúak között jönnek létre.

#### Életkor
A kapcsolatok ilyen eloszlása az életrajz sajátosságait követik. A lényegesen idősebb emberekkel való kapcsolat az irodalmi élet szerveződését mutatja: a nagy tekintélyek befogadják a fiatalabbakat.

#### Nemek
Még a 20. század első felében is kevés nőtől származó ajánlást találunk. Ez valószínűleg a korszak általános jellemzője. Az írónők aránya nagyon alacsony lehetett.

#### Település
Ezt kétféle módon csoportosíthatjuk: szülőhely illetve lakóhely szerint. Bármelyik típust is vesszük figyelembe, Budapest kiemelkedik. Ez pedig megerősíti az irodalmi élet Budapest centrikusságát.

#### Felekezeti hovatartozás
Az egyéni kvalitások korrigálják a szociológiai diszpozíciók elemeit.
Egy közösségben esztétikai elvek, szociológiai diszpozíciók és politikai opciók szétválaszthatatlanul keverednek. A közösség leírása nem szűkíthető le egyik vagy másik elemre.

## A dedikáció irodalmi feldolgozása
Örkény István sokféle témát boncolgat novelláiban. Az Egypercesek közt szinte minden helyet kap. Így kerülhetett sor arra, hogy a dedikációt, mint irodalmi rítust is papírra vesse. És itt most nem csak az általa írt ajánlásokról van szó. Egyik egyperces novellájában egy magyar író dedikációit igyekszik bemutatni.

### Örkény: Egypercesek
Örkény ezekben a novellákban egy-egy jellegzetes mozdulatot ragadott meg, kinagyította, és így a leghétköznapibb dolgok is valamifajta ördögi fényben kezdtek izzani. Legyen szó akár csak egy sótartóról az asztalon. És ez mind arról tett tanúbizonyságot, hogy mekkora ellentmondásokban élünk. Jellemző még írásaira, hogy nagyon kevéssel nagyon sokat tudott mondani. És mindig szellemesen. Az egypercesekben nincs nyoma elbeszélésnek. Inkább csak az események stilizálásának. Ezt is háromféleképpen követhetjük nyomon. Az egyik, mikor a banális mozzanatokat összeköti, és egy ponton átbillenti a képtelensége, de úgy, hogy továbbra is minden logikusnak és természetesnek látsszék. A következő csoportot azok a történetek alkotják, melyek filozófiai és történelmi paródiák. A harmadik kategóriába azok az elbeszélések tartoznak, melyekben szemernyi fikció sincs, csupán dokumentáció, közérdekű tudnivaló. Itt parányi elmozdítással, címadással, vagy magával a szépirodalmi környezetbe való emeléssel éri el a groteszk hatást. Ilyen például a Kivégzési szabályzat, Leltár, Egy magyar író dedikációi.

### Egy magyar író dedikációi
Örkény ezen a címen jelentett meg novellát egypercesei között. Az egész nem más, mint egy dedikáció-sorozat. Egy bizonyos Tá. Dé. Vé. nevű írótól 24 ajánlást gyűjtöttek össze, melyet a róla elnevezett emlékmúzeumban ki is állítottak. Természetesen az egész csak fikció. De tökéletesen példázza a dedikáció rítusát a szépirodalomba ágyazva, megtartva annak minden formai követelményét.